# 14-es busz (Nyíregyháza)
A nyíregyházi 14-es jelzésű autóbusz a Vasútállomás és Sóstóhegy, vasútállomás között közlekedik. A vonalat a Volánbusz üzemelteti.

## Útvonal
Sóstóhegy, vasútállomás felé:
Vasútállomás - Petőfi tér - Mező utca 5. - Rákóczi utca 50. - Búza tér - Vay Ádám krt. - Nyár utca - ÉMKK Zrt. - Jósavárosi piac - Jósaváros - Csaló köz - Leffler Sámuel utca - Fábián Z. utca - Korányi F. utca 195. - Korányi F. utca elágazás - Mogyoró utca - Fácán utca - Aranykalász sor - Muskotály utca - Sóstóhegyi iskola - Sóstóhegy, vasútállomás
Vasútállomás felé:
Sóstóhegy, vasútállomás - Sóstóhegyi iskola - Muskotály utca - Aranykalász sor - Fácán utca - Mogyoró utca - Korányi F. utca elágazás - Korányi F. utca 195. - Fábián Z. utca - Leffler Sámuel utca - Csaló köz - Jósaváros - Jósavárosi templom - Jósavárosi piac - ÉMKK Zrt. - Paazonyi tér - Nyár utca - Vay Ádám krt. - Búza tér - Mező utca - Konzervgyár - Petőfi tér - Vasútállomás